# Irena Solska

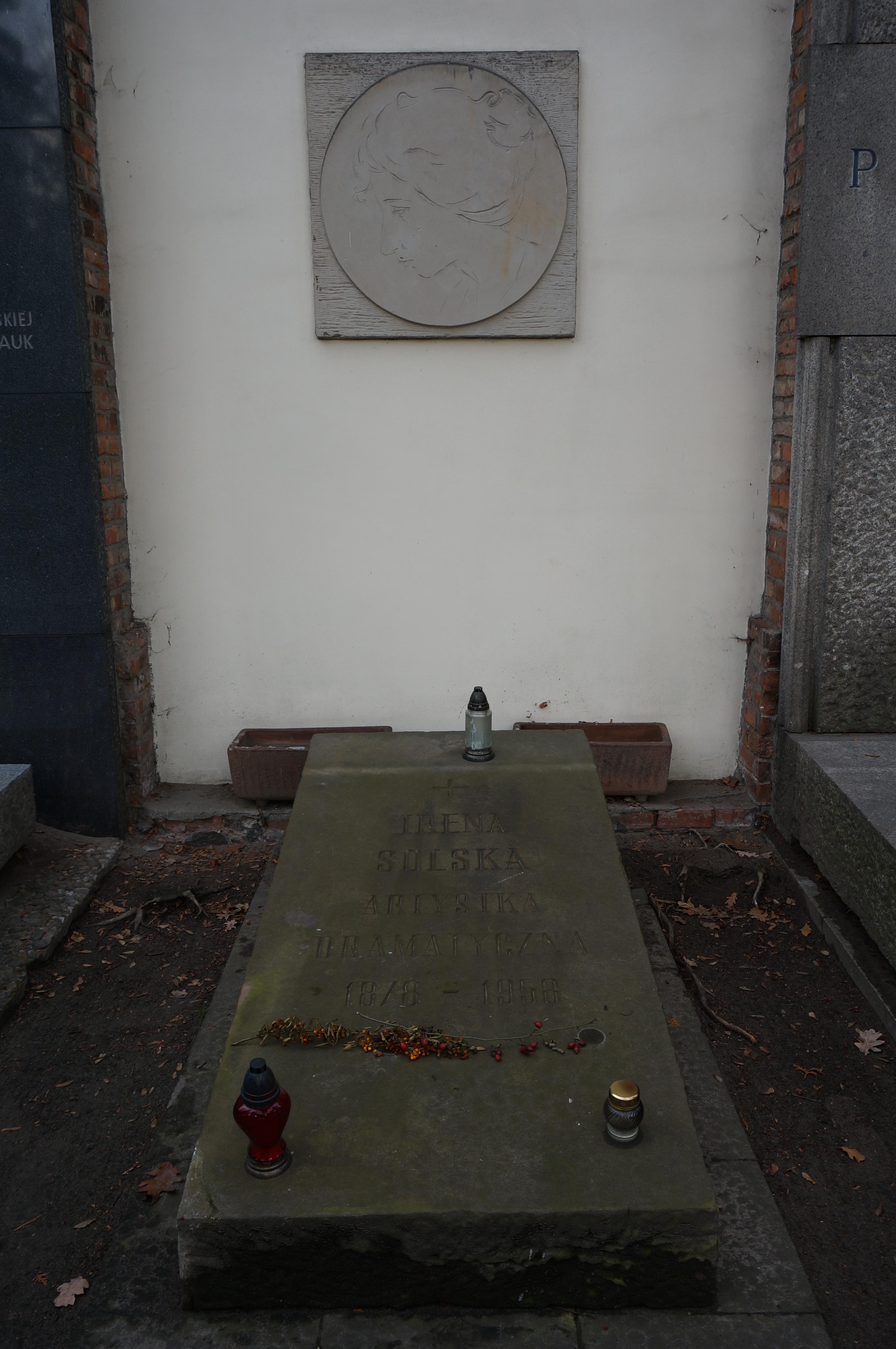
Grób Solskiej na cmentarzu Powązkowskim

Irena Solska, właśc. Karolina Flora Solska (ur. 27 października 1877 w Warszawie, zm. 8 marca 1958 w Skolimowie) – polska aktorka i reżyserka teatralna, dyrektorka teatrów; jedna z najwybitniejszych aktorek w historii teatru w Polsce. Jej mężem był Ludwik Solski.

## Życiorys
Córka Tytusa Mieczysława Poświka i malarki Bronisławy z Bierzyńskich. W dzieciństwie pod kierunkiem matki uczyła się rysunku i malarstwa, potem uczyła się gry aktorskiej u B. Leszczyńskiego. Debiutowała 26 lutego 1896 pod ps. Górska w roli tytułowej w sztuce Hrabia Rene na scenie teatru łódzkiego. W latach 1896–1900, 1905–1910 oraz 1913–1919 była aktorką Teatru Miejskiego w Krakowie. W latach 1900–1905 występowała we Lwowie, a od 1919 w Warszawie. W sezonie 1932–1933 kierowała własnym Teatrem im. Stefana Żeromskiego w Warszawie. 
W czasie wojny udzielała pomocy wielu ludziom, m.in. neurolożce Zofii Rosenblum Szymańskiej.
Po wojnie, w latach 1946–1947, była delegatem Ministra Kultury i Sztuki do spraw teatrów na Dolnym Śląsku. Od października 1948 do sierpnia 1949 kierowała Teatrem Nowym w Legnicy. Postępująca choroba Parkinsona uniemożliwiła jej dalszą działalność. Ostatnie lata życia spędziła w Domu Artystów Weteranów Scen Polskich w Skolimowie, gdzie zmarła. Została pochowana na cmentarzu Powązkowskim w Warszawie (Aleja Zasłużonych-1-74,75).
W 1908 roku poznała Witkacego. Połączył ich romans, byli nawet zaręczeni, jednak do ślubu nie doszło z powodu sprzeciwu rodziny Witkacego. Była drugą żoną Ludwika Solskiego; po rozwodzie z Solskim poślubiła w listopadzie 1914 Ottona Grossera, urzędnika kolejowego.
W 1978 ukazały się jej Pamiętniki, a w 1984 Listy Ireny Solskiej. Solska opisuje w swoich pamiętnikach, że przygotowując się do roli Żony (Maria) w Nie-boskiej komedii Zygmunta Krasińskiego, by wiernie odtworzyć jej obłęd, około 1920 wizytowała szpital psychiatryczny Edwarda Flataua. Wspomina także, że oprócz wizyty była też przez niego badana.

## Ordery i odznaczenia
- Krzyż Komandorski Orderu Odrodzenia Polski (11 października 1955)[4]
- Złoty Krzyż Zasługi (dwukrotnie: 23 czerwca 1927[5], 15 czerwca 1946[6])
- Złoty Wawrzyn Akademicki (7 listopada 1936)[7]
- Medal 10-lecia Polski Ludowej (19 stycznia 1955)[8]

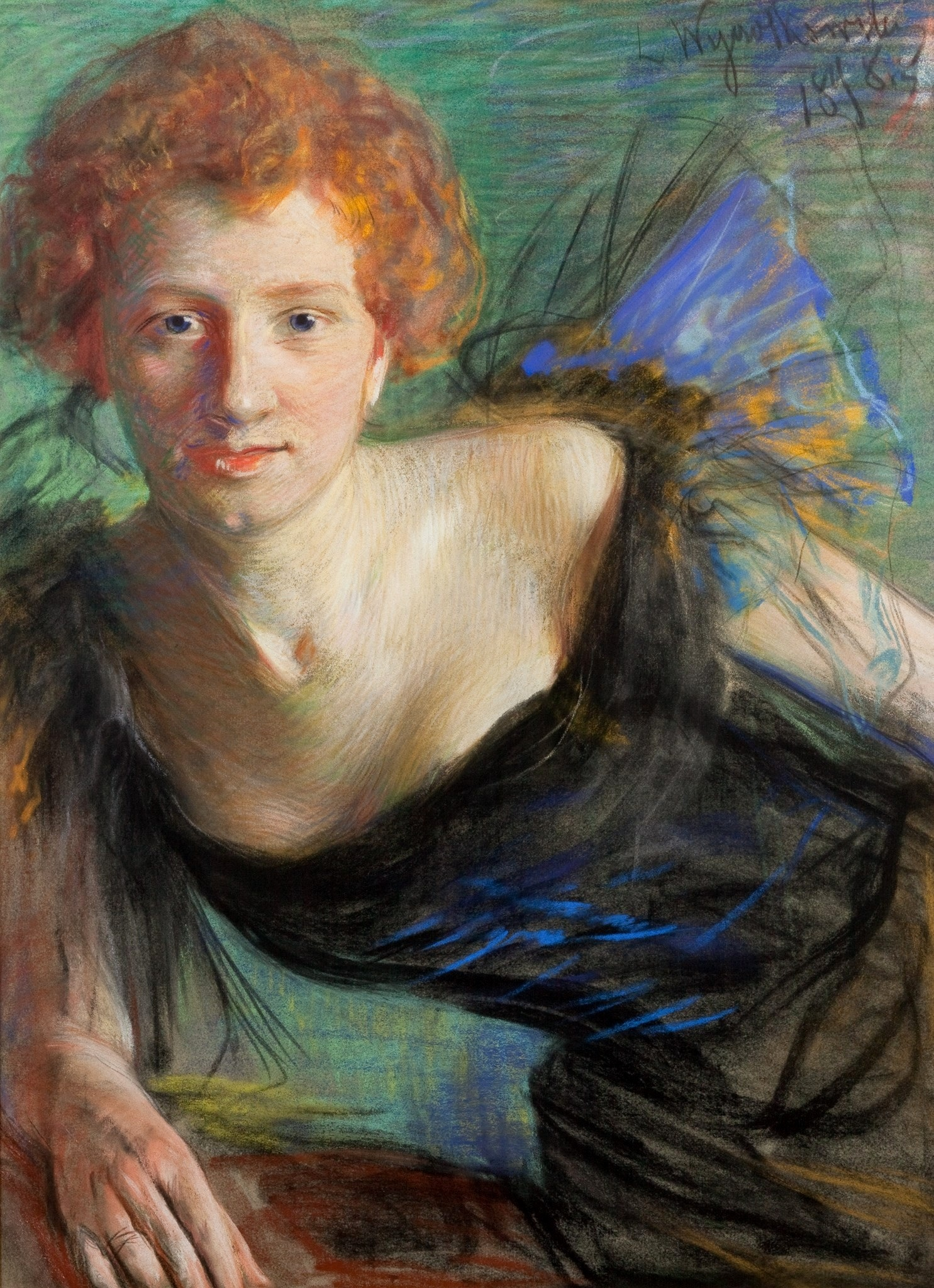
Leon Wyczółkowski, Portret Ireny Solskiej, 1898
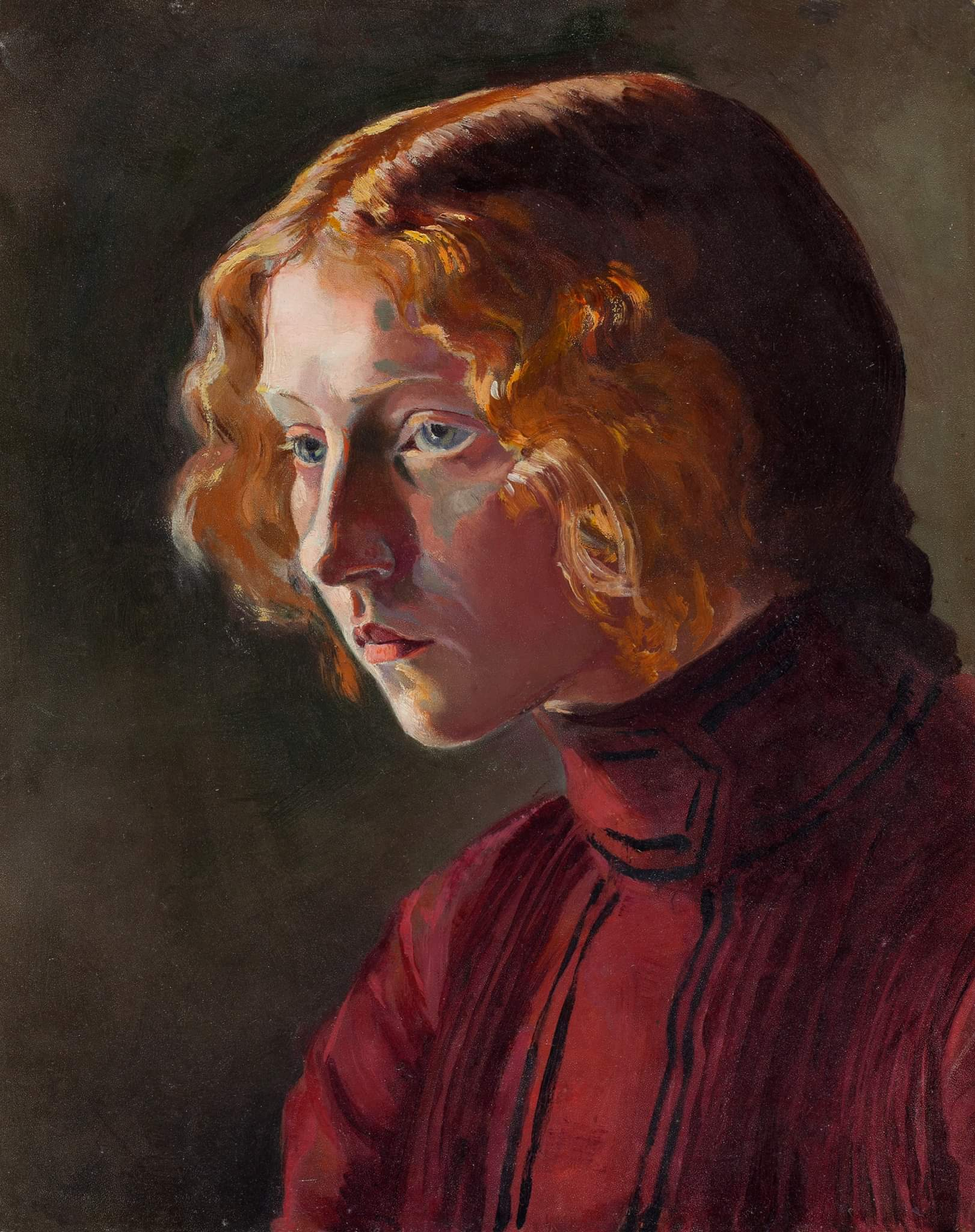
Jacek Malczewski, Portret Ireny Solskiej, 1901
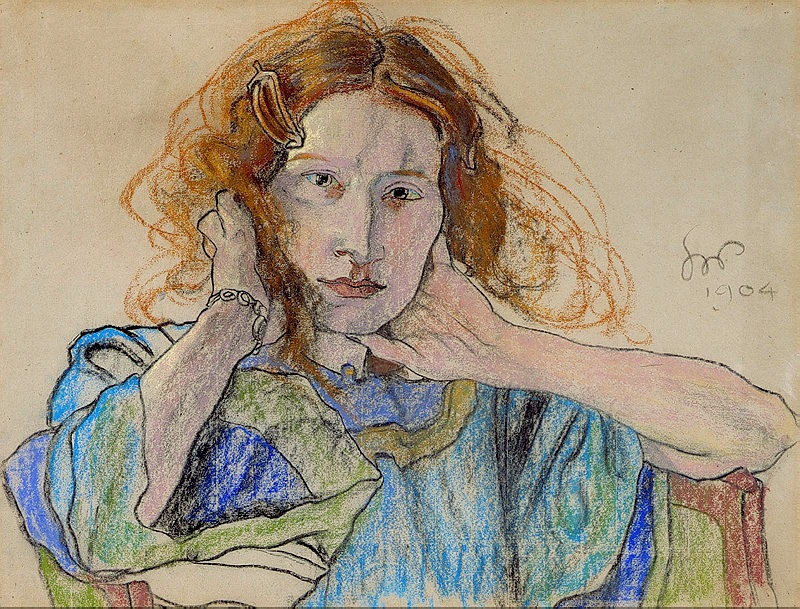
Stanisław Wyspiański, Portret Ireny Solskiej, 1904
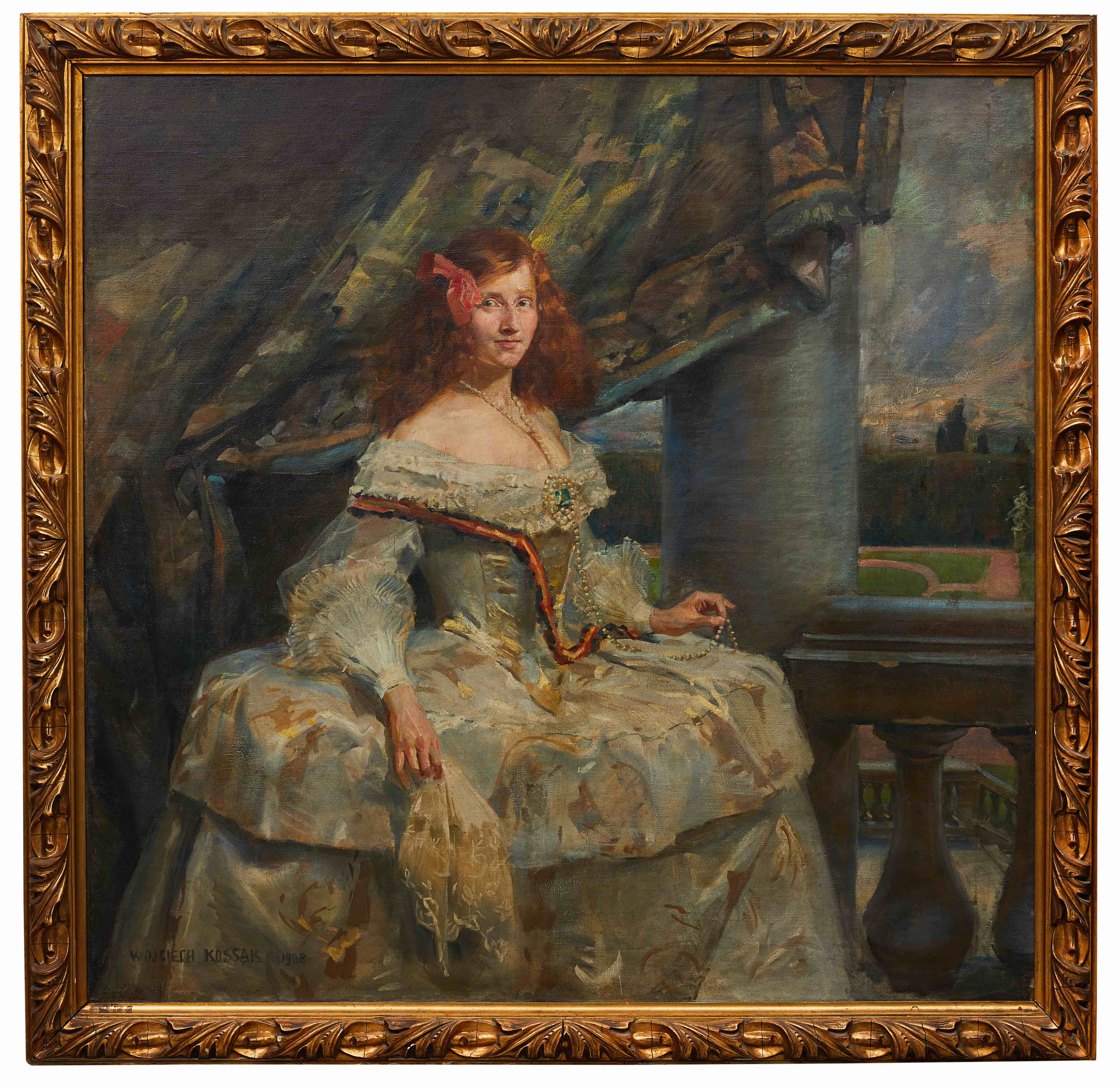
Wojciech Kossak, Infantka (Irena Solska), 1908
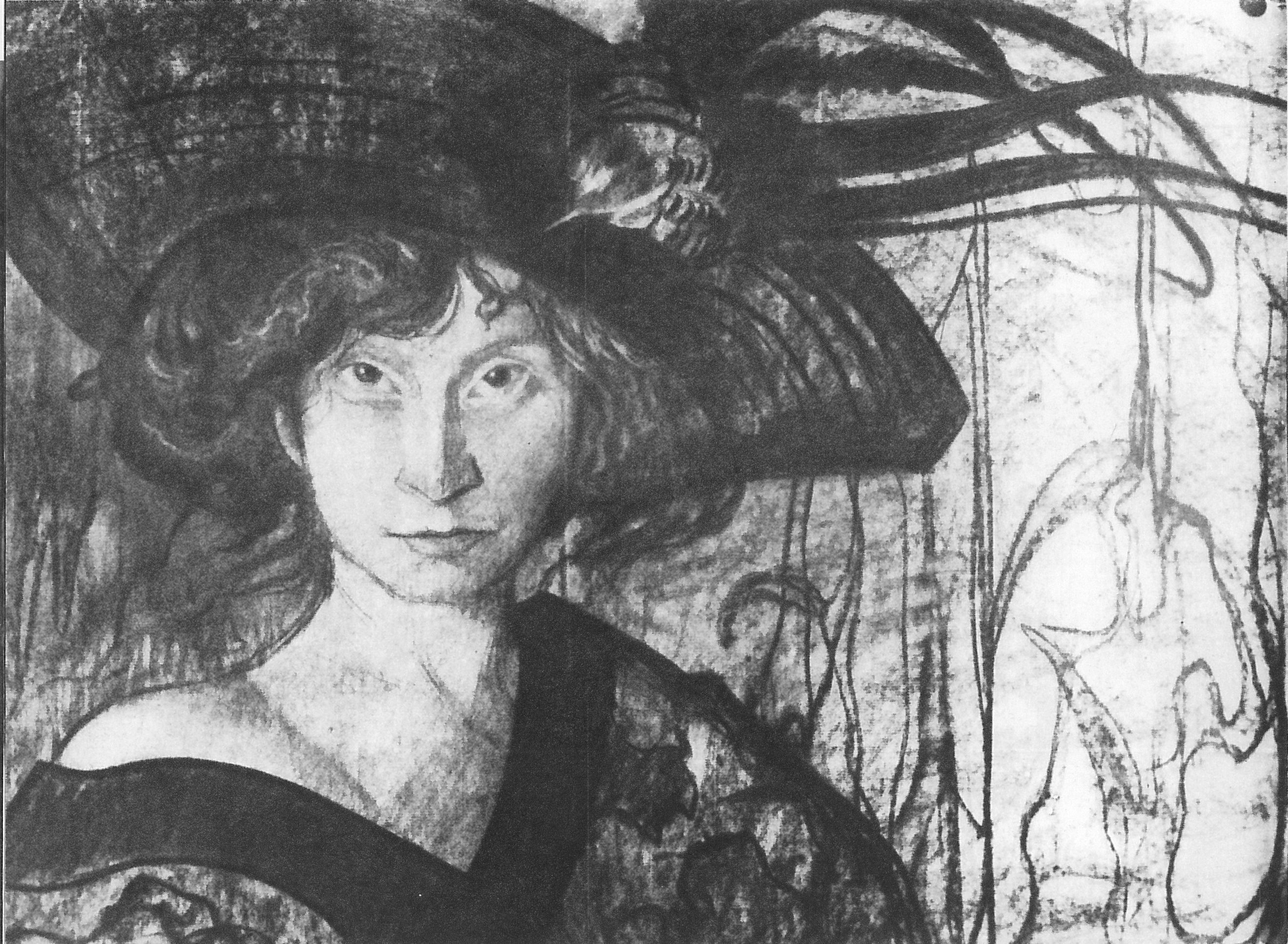
Stanisław Ignacy Witkiewicz,  Pani Akne jest ciężkostrawna  (Irena Solska), około 1908-1912